# Constante de normalização
A constante de normalização é um conceito que surge em teoria das probabilidades e em outras áreas da matemática. A constante de normalização é usada para reduzir qualquer função de probabilidade a uma função densidade de probabilidade com probabilidade total igual a 1.

## Definição e exemplos
Em teoria das probabilidades, uma constante de normalização é uma constante pela qual uma função não negativa em todo lugar deve ser multiplicada de modo que a área sob sua gráfico seja igual a 1, por exemplo, para tornar a função uma função densidade de probabilidade ou uma função massa de probabilidade. Por exemplo, se definirmos
{\displaystyle p(x)=e^{-x^{2}/2},x\in (-\infty ,\infty ),}
teremos
{\displaystyle \int _{-\infty }^{\infty }p(x)dx=\int _{-\infty }^{\infty }e^{-x^{2}/2}dx={\sqrt {2\pi }}}
e, se definirmos uma função {\displaystyle \varphi (x)} como
{\displaystyle \varphi (x)={\frac {1}{\sqrt {2\pi }}}p(x)={\frac {1}{\sqrt {2\pi }}}e^{-x^{2}/2},}
de modo que 
{\displaystyle \int _{-\infty }^{\infty }\varphi (x)dx=\int _{-\infty }^{\infty }{\frac {1}{\sqrt {2\pi }}}e^{-x^{2}/2}dx=1,}
então a função {\displaystyle \varphi (x)} é uma função densidade de probabilidade. Esta é a densidade da distribuição normal padrão, isto é, com valor esperado igual a 0 e variância igual a 1.
A constante {\displaystyle {\frac {1}{\sqrt {2\pi }}}} é a constante de normalização da função {\displaystyle p(x)}.

De forma semelhante,
{\displaystyle \sum _{n=0}^{\infty }{\frac {\lambda ^{n}}{n!}}=e^{\lambda }}
e, consequentemente,
{\displaystyle f(n)={\frac {\lambda ^{n}e^{-\lambda }}{n!}}}
é a uma função massa de probabilidade no conjunto de todos os números inteiros não negativos. Esta é a função massa de probabilidade da distribuição de Poisson com valor esperado igual a {\displaystyle \lambda }.
Se a função densidade de probabilidade for uma função de vários parâmetros, assim também será sua constante de normalização. A constante de normalização parametrizada para a distribuição de Boltzmann desempenha uma papel central na mecânica estatística. Neste contexto, a constante de normalização é chamada de função de partição.

## Teorema de Bayes
O teorema de Bayes diz que a medida de probabilidade a posteriori é proporcional ao produto da medida de probabilidade a priori pela função de verossimilhança. "Proporcional ao" implica que se deve multiplicar ou dividir por uma constante de normalização para atribuir medida 1 ao espaço inteiro, isto é, para obter uma medida de probabilidade. No caso discreto simples, temos
{\displaystyle P(H_{0}|D)={\frac {P(D|H_{0})P(H_{0})}{P(D)}},}
em que {\displaystyle P(H_{0})} é a probabilidade a priori de que a hipótese seja verdadeira; {\displaystyle P(D|H_{0})} é a probabilidade condicional dos dados, sendo a hipótese verdadeira, mas já que os dados são conhecidos, é a verossimilhança da hipótese (ou seus parâmetros), levando em conta os dados; {\displaystyle P(H_{0}|D)} é a probabilidade a posterior de que hipótese seja verdadeira, levando em conta os dados; {\displaystyle P(D)} deve ser a probabilidade de produzir os dados, sendo por si só difícil de calcular, mas havendo uma forma alternativa de descrever esta relação em termos de proporcionalidade
{\displaystyle P(H_{0}|D)\propto P(D|H_{0})P(H_{0}).}
Já que {\displaystyle P(H|D)} é uma probabilidade, a soma sobre todas as hipóteses possíveis (e mutuamente exclusivas) deve ser igual a 1, o que leva à conclusão que:
{\displaystyle P(H_{0}|D)={\frac {P(D|H_{0})P(H_{0})}{\displaystyle \sum _{i}P(D|H_{i})P(H_{i})}}.}
Neste caso, o inverso multiplicativo do valor
{\displaystyle P(D)=\sum _{i}P(D|H_{i})P(H_{i})}
é a constante de normalização. Pode ser estendida de muitas hipóteses contáveis a muitas hipóteses incontáveis ao substituir a soma por uma integral.

## Usos não probabilísticos
Os polinômios de Legendre são caracterizados pela ortogonalidade com respeito à medida uniforme no intervalo {\displaystyle [-1,1]} e pelo fato de que são normalizados, de modo que seu valor em 1 seja 1. A constante pela qual se multiplica um polinômio de modo que seu valor em 1 seja 1 é uma constante de normalização.

Funções ortonormais são normalizadas, de modo que
{\displaystyle \langle f_{i},f_{j}\rangle =\delta _{i,j}}
com respeito a algum produto interior {\displaystyle <f,g>}.
A constante {\displaystyle 1/{\sqrt {2}}} é usada para estabelecer as funções hiperbólicas {\displaystyle \cos h} e o {\displaystyle \operatorname {sen} h} a partir dos comprimentos dos lados adjacentes e opostos de um triângulo hiperbólico.